# Didem Kinali
Didem Kinali (Gaziosmanpaşa, 6 giugno 1986) è una ballerina e cantante turca, danzatrice del ventre, figlia di una immigrata rom di Salonicco e di un batterista immigrato jugoslavo.
Cresciuta nel quartiere rom, aveva interrotto gli studi dalla terza elementare e aveva iniziato a ballare. In seguito si era diplomata al liceo. 
Ha ottenuto un certo riconoscimento internazionale da quando ha iniziato ad apparire nel programma televisivo di varietà turco dal vivo chiamato İbo Show, condotto da İbrahim Tatlıses.